# 가르시아 2세 (콩고)
가르시아 2세(Garcia II)는 콩고 왕국 마니콩고이다.

## 같이 보기
- 콩고 왕국